# Rachel Joy Scott
Rachel Joy Scott (* 5. August 1981; † 20. April 1999 in Littleton) war eines der 13 Todesopfer des Amoklaufs an der Columbine High School.

## Rezeption ihres Todes
Wie auch andere Opfer des Massakers von Littleton wurde Rachel Scott von evangelikalen Christen (die evangelikale Ausprägung des Christentums ist in Colorado stark verbreitet) zu einer Märtyrerin ihres Glaubens erklärt. Laut ihrem Vater befürchtete Rachel Scott, schon früh zu sterben. Schon kurz nach ihrem Tod erschienen im christlich orientierten Verlag Thomas Nelson mehrere biographische Bücher über Rachel Scott, die von ihren Eltern, Darrell Scott und Beth Nimmo, verfasst wurden. Der Soziologe Ralph W. Larkin bezeichnet diese Werke in seinem Buch Comprehending Columbine als Hagiographien.
Im September 2016 ist der Spielfilm Ja, ich glaube (Originaltitel: I’m Not Ashamed) über Rachel Scott erschienen.

### Werke der Eltern
- Beth Nimmo, Darrell Scott u. a.: Rachel’s Tears: The Spiritual Journey of Columbine Martyr Rachel Scott. Thomas Nelson, Nashville, Tenn. 2000, ISBN 0-7852-6848-0.
- Beth Nimmo: The Journals of Rachel Joy Scott: A Journey of Faith at Columbine High. Thomas Nelson, Nashville, Tenn. 2001, ISBN 0-8499-7594-8.
- Darrell Scott, Steve Rabey: Chain Reaction: A Call To Compassionate Revolution. Thomas Nelson, Nashville, Tenn. 2001, ISBN 0-7852-6680-1.
- Darrell Scott: Rachel Smiles: The Spiritual Legacy of Columbine Martyr Rachel Scott. Thomas Nelson, Nashville, Tenn. 2002, ISBN 0-7852-6472-8.

### Sekundärliteratur
- Ralph W. Larkin: Comprehending Columbine. Temple University Press, Philadelphia PA 2007. ISBN 978-1-59213-490-8.
- Justin Watson: The Martyrs of Columbine: Faith and the Politics of Tragedy. Palgrave Macmillan, New York NY etc. 2002, ISBN 0-312-23957-2.